# Văliug
Văliug là một xã thuộc hạt Caraș-Severin, România. Dân số thời điểm năm 2002 là 987 người.